# ذى حطإبى (إب)

تعديل مصدري - تعديل

ذى حطابى محلة تابعة لقرية منزل الركة، التابعة لعزلة بني مدسم بمديرية إب إحدى مديريات محافظة إب في الجمهورية اليمنية.، بلغ تعداد سكانها 163 حسب تعداد اليمن لعام 2004.